# Tlogoboyo
Tlogoboyo is een bestuurslaag in het regentschap Demak van de provincie Midden-Java, Indonesië. Tlogoboyo telt 4117 inwoners (volkstelling 2010).